# Планкетт, Джозеф Мэри
Джозеф Мэри Пла́нкетт (ирл. Seosamh Pluincéid; 21 ноября 1887, Дублин — 4 мая 1916, там же) — деятель ирландского национально-освободительного движения, поэт и журналист, революционер. Автор нескольких сборников стихов, один из создателей национального ирландского театра. Принимал активное участие в гэльском возрождении, участвовал в деятельности различных ирландских обществ начала XX века: от Гэльской лиги до «Ирландских добровольцев».
Один из участников и организаторов Пасхального восстания 1916 года. Планкетт был самым молодым из семи лидеров повстанцев, подписавших Прокламацию о создании Ирландской республики. За участие в восстании казнён британскими властями сразу после окончания восстания.

## Детство и молодость
Родился в Дублине, в семье Джорджа Нобла Планкетта, который носил титул графа Папского государства, и его жены, Джозефины Кренни. Несмотря на то, что его родители были богаты и наделены привилегиями, детство Джозефа не было лёгким. С детских лет Планкетт страдал от туберкулёза — болезнь была бременем всей его жизни. В молодости он немало времени провёл в Италии и Алжире, спасаясь от холодного климата. Планкетт обучался в Католической университетской школе, потом — в иезуитском колледже в Дублине, и наконец — в Стонихерст-колледже, в Ланкашире. Там он, в частности, приобрёл некоторые военные навыки, участвуя в программе обучения британских офицеров.
Увлекался ирландской культурой, языком и историей, интерес к языкам распространялся не только на ирландский — Планкетт был одним из основателей Ирландской эсперантистской лиги. Вступил в Гэльскую лигу, где познакомился с Томасом Макдоной. Планкетт и Макдона были близкими друзья на протяжении всей жизни: оба были поэтами, оба увлекались театром, позднее вдвоём стояли у истоков движения «Ирландских добровольцев», где вошли в управляющий комитет, Макдона в журнале «Irish review» публиковал стихотворения Планкетта и был редактором первого сборника стихов — «Круг и меч». Планкетт, Макдона и Эдвард Мартин в ноябре 1914 года основали национальный ирландский театр.

## Политическая деятельность
Столкнувшись с финансовыми затруднениями, Планкетт устроился на работу редактором в «Irish review». Под его руководством журнал приобрёл резкую политическую окраску, много высказывался в поддержку движения «Шинн фейн» Артура Гриффита и выступал на стороне дублинских рабочих во время локаута. В 1913 году Планкетт стал одним из основателей «Ирландских добровольцев» — он сразу же начал активно пиарить новую организацию в «Irish review». В 1915 году Планкетт вступил в Ирландское республиканское братство. Уже в апреле того же года его направили в Германию для встречи с Роджером Кейсментом. Кейсмент не был членом ИРБ и действовал в Германии по собственной инициативе. Он пытался набрать среди ирландских пленных достаточное количество людей, чтобы создать отдельную ирландскую бригаду для войны с Британией. В ИРБ многие считали эту затею бессмысленной, а вот в немецком оружии ирландские революционеры отчаянно нуждались. С целью добыть это оружие Планкетт и приехал в Германию. Ему с Кейсментом удалось найти общий язык, и Планкетт договорился о поставке оружия для восстания.
В мае 1916 года Планкетт был назначен в Военный комитет ИРБ — в частности, из-за того, что в «Ирландских добровольцах» он занимал должность ответственного за военные операции. Вместе с Конноли и Макдермоттом Планкетт активно работал над последними приготовлениями к восстанию, особенно над военной стратегией, в чём проявился его талант.
Именно Планкетт и Макдермотт — как считается сейчас — были авторами поддельного письма из Дублинского замка (центра британской администрации в Дублине), в котором описывались репрессии, которым якобы планировалось подвергнуть членов «Ирландских добровольцев». Целью этого письма было побудить к активным действиям главу «добровольцев» Эона Макнейла и значительную часть противников вооружённого восстания против Британии.

## Пасхальное восстание и казнь
За несколько дней до предполагаемой даты восстания был вынужден лечь в больницу, где перенёс операцию на гландах, но несмотря на это сбежал с больничной койки, чтобы принять участие в восстании. Даже не сняв бинты, он присоединился к своим товарищам в Главпочтамте. Был одним из семи лидеров, подписавших Прокламацию о создании республики. Не до конца оправившийся после операции, Планкетт немногим мог помочь восставшим. Хотя его адъютант — Майкл Коллинз — уже тогда проявился себя как энергичный и деятельный лидер.
После падения восстания Планкетт вместе со всеми остальными лидерами был заключён в тюрьму Килмэнхем. Военный трибунал приговорил его к смертной казни. За восемь часов до расстрела Планкетт женился на своей возлюбленной, Грейс Гиффорд, в тюремной церкви. Сестра Грейс — Мюриэл, за несколько лет до того вышла замуж за лучшего друга Планкетта, Томаса Макдону, также расстрелянного за участие в Пасхальном восстании. 4 мая 1916 года был казнён во дворе тюрьмы Килмэнхем, последние слова, произнесённые им перед расстрелом: «Я очень счастлив, что умираю во славе Божьей и за честь Ирландии».
Братья Джордж и Джек также принимали участие в Пасхальном восстании, позднее они стали активными деятелями ИРА. Дядя Горацио Планкетт был известным юнионистом, но старался примирить враждующие стороны. Дом Планкетта во время гражданской войны был сожжён силами противников договора.

## Память
В честь Планкетта названа железнодорожная станция в Уотерфорде.